# Hagakure
O Hagakure ([Escondido pelas Folhas ou Folhas Escondidas] Erro: {{japonês}}: o texto tem marcação itálica (ajuda), [葉隱 ou 葉隠] Erro: {{japonês}}: texto da transliteração contém caractere não latino (pos 1) (ajuda)) é um livro publicado em 1716 com pensamentos filosóficos de Yamamoto Tsunetomo, samurai japonês nascido em 1659 e falecido em 1719 em Nabeshima, atual província de Saga. O livro é composto de mais de 13 mil sentenças divididas em 11 capítulos que envolvem diversos temas, desde a organização dos utensílios para a Cerimónia do chá até a relação do bushido com o budismo zen e foi escrito durante sete anos de conversas entre Tsunetomo e um samurai mais jovem que o visitava chamado Tashiro Tsuramoto. Seu manuscrito original se perdeu e as edições modernas são feitas com base em cópias.

## Filosofia do Hagakure
O Hagakure, em linhas gerais, apresenta uma forte moralidade e dignidade na atitude do vassalo que serve seu senhor de corpo e alma; na verdade, de alma apenas, já que Tsunetomo vê o servo como alguém que prepara seu coração para morrer enquanto serve e que vive a vida do corpo de seu senhor. Ou seja, o vassalo deve servir de igual maneira em sua vida ou morte e tanto vida e morte são vergonhosas se não forem para benefício de seu senhor.
O livro traz ainda uma cristalina representação do samurai como aquele que segue o bushido, como aquele que serve. E ainda, aquele que se tornou inteiro, completo, para assim melhor servir. Os conhecimentos apresentados nestes escritos são dirigidos aos guerreiros, diferentemente do livro A arte da guerra voltado aos generais, tratando, sobretudo, de força de vontade.
A filosofia apresentada pelo Hagakure é distante da prática e da racionalidade comuns, afirmando que a intuição nos leva para a verdade. Traz o questionamento sobre o momento presente, onde estamos agora, ou seja, uma busca pelo equilíbrio com o mundo que nos rodeia e como interagimos com este mundo, relegando questões como a efemeridade do tempo.